# Takahiro Yanagi
Takahiro Yanagi (柳 貴博 Yanagi Takahiro?, Tokio, 5 de agosto de 1997) es un futbolista japonés que juega como defensa en el Fagiano Okayama de la J1 League.

## Trayectoria

### Clubes
| Club                       | País  | Año       |
| -------------------------- | ----- | --------- |
| F. C. Tokyo sub-23         | Japón | 2016-2020 |
| F. C. Tokyo                | Japón | 2016-2020 |
| Montedio Yamagata (cedido) | Japón | 2019      |
| Vegalta Sendai (cedido)    | Japón | 2020      |
| Hokkaido Consadole Sapporo | Japón | 2021-2022 |
| Avispa Fukuoka (cedido)    | Japón | 2022      |
| F. C. Ryukyu               | Japón | 2023      |
| Fagiano Okayama            | Japón | 2024-     |